# Rocas Alijos
Die Rocas Alijos (auch als Escollos Alijos bekannt) sind eine unbewohnte Inselgruppe von Felsnadeln im Pazifischen Ozean, etwa 300 km vom mexikanischen Festland entfernt. Politisch gehören sie zur Gemeinde Comondú des mexikanischen Bundesstaates Baja California Sur (Süd-Niederkalifornien).

## Beschreibung
Die Gruppe besteht aus drei größeren Felseilanden sowie zahlreichen kleinen und kleinsten Felsen, welche steil aus dem Pazifik ragen. Der größte Felsen, Roca Sur (Roca Barrenada, in englischsprachigen Texten South Rock), erreicht eine Höhe von 34,5 m sowie einen Durchmesser von 20 bis 30 Meter. Die Felsen sind vulkanischen Ursprungs und stellen das Ergebnis erstarrter Lavakamine dar, die an dieser Stelle die Meeresoberfläche durchstoßen konnten.
Die Rocas Alijos wurden wohl schon in der Mitte des 16. Jahrhunderts von spanischen Seefahrern entdeckt, eine Karte von 1598 verzeichnet die Felsen bereits unter ihrem heutigen Namen. Eine erste genauere Beschreibung der Felsen wurde vom Piraten John Clipperton im Jahr 1704 angefertigt. Die erste wissenschaftliche Untersuchung der Felsen sowie die exakte Bestimmung ihrer Position gelang 1990 im Rahmen der Cordell-Expedition unter Leitung von Robert W. Schmieder; dabei wurde der Roca Sur auch erstmals bestiegen.
Die Felsen sind Brutgebiet zahlreicher Seevögel.
| Nord→ →Süd | Felsen(Insel)    | Namensvariante  | englisch                     | Länge m | Breite m | Fläche ha | Höhe m | Lage                              |
| ---------- | ---------------- | --------------- | ---------------------------- | ------- | -------- | --------- | ------ | --------------------------------- |
| 1          | Roca Norte       | (Roca Norte)    | North Rock                   | 20      | 20       | 0,03      | 25,8   | 24° 57′ 39,6″ N, 115° 45′ 53,4″ W |
| 2          | Roca de En medio | Roca Proa       | Middle Rock früher East Rock | 25      | 15       | 0,03      | 18,3   | 24° 57′ 32,5″ N, 115° 45′ 52,7″ W |
| 3          | Roca Sur         | Roca Barrenada  | South Rock                   | 30      | 20       | 0,04      | 34,5   | 24° 57′ 31,1″ N, 115° 45′ 57,2″ W |
|            | Rocas Alijos     | Escollos Alijos | Alijos Rocks                 |         |          | 0,10      | 34,5   | 24° 57′ 35,3″ N, 115° 45′ 54,9″ W |

## Quelle
- Wolfgang Schippke: „Rocas Alijos, Mexikos Felsen weit draussen“ (Memento vom 17. Juli 2012 im Internet Archive)